# He Zhizhang
He Zhizhang (659 - 744) (chinês: 賀知章) (Pinyin: Hè Zhīzhāng).
Nasceu em Yongxing, antiga cidade que se encontra agora na província de Zhejiang.
Conseguiu sua fama como homem de letras numa etapa temporã da sua vida.  Em 743 demitiu do seu cargo frente do imperador e regressou à sua terra natal. Já tinha 85 anos.
Encontra-se entre os poetas importantes na segunda etapa da Dinastia Tang e um dos Oito imortais do vinho.

### Poetas da dinastia Tang
- Bai Juyi
- Li Po
- Wang Wei
- Tu Fu
- Liu Zongyuan
- Xue Tao
- Yu Xuanji
- Meng Jiao
- He Zhizhang